# 西丸優子
西丸優子（にしまる ゆうこ、1980年5月23日 - ）は、日本の女優。長野県出身。血液型はA型。BLUE LABEL powered by MMJ所属。

## 人物
実家は医院で父は精神科医学博士。祖父は精神病理学者で医学博士西丸四方。大叔父は作家・食生態学者の西丸震哉。島崎藤村、野口雨情とも血縁関係にあたる。
高校から上京し役者の道を目指し、デビュー当初は舞台が多かったが、20代からはTVドラマなど映像作品への出演が多く、現在は多岐に渡り活躍している。悪役から癒し系まで幅広い役を演じわけている。アリさんマークの引越社のCMへの起用が長い。
2010年、自身プロデュースの二人芝居ユニット、ナシュラン家を旗揚げした。
2024年2月、子宮体がんの治療中であることを公表。Instagramで抗がん剤治療の経過、副作用、その日の自身の心境などを発信している。2025年7月の更新では、抗がん剤治療終了から1年が経過し、脱毛していた頭髪が復活した様子などを報告した。

## 出演

### テレビドラマ
- 月曜ドラマスペシャル→月曜ゴールデン（TBSテレビ）
  - アドベンチャー探偵の事件簿 函館蟹食べ放題殺人事件（2000年11月6日） - 桐谷亜美
  - 湯けむりバスツアー 桜庭さやかの事件簿 第2作「連続女子高生殺人〜復讐の鬼と化した父VS追う刑事！金沢・能登緊迫のバスツアーが哀しき家族の絆を救う」（2010年4月19日） - 戸田香織
  - 警視庁機動捜査隊216 第3作「命の値段」（2012年） - 城島春奈
  - ツインズ〜早乙女兄弟の推理日誌〜（2014年） - 戸田正美
- 土曜ワイド劇場 / 巡査鉄兵の推理日誌2 多数決の目撃者」（2001年、テレビ朝日） - 河田美也子
- 女と愛とミステリー（テレビ東京）
  - 「修善寺温泉殺人事件」（2002年） - 渡瀬里佳子
  - 「ドクトル花子の事件簿」（2003年） - 真行寺マリエ
- 火曜サスペンス劇場 「京都金沢殺人事件シリーズ2 京都金沢舌切り雀殺人事件」（2002年、日本テレビ） - 珠子
- 12の眼チャンネル（2002年、エンタ!371）
- 電池が切れるまで（2002年、テレビ朝日） - 坂東静香
- アットホーム・ダッド 第7話（2004年、関西テレビ）
- マザー&ラヴァー（2004年、フジテレビ） - 可愛今日子
- 曲がり角の彼女 第5話（2004年、関西テレビ） - 小沢真理
- 鬼嫁日記（2005年、フジテレビ） - 吉岡里美
- 7人の女弁護士 第7話（2006年、テレビ朝日） - 藤倉あやめ
- 結婚できない男（2006年、フジテレビ） - 小沢真理（中川総合病院 看護師）
- 特命係長 只野仁（3rdシーズン） 第29話（2007年、テレビ朝日）  - 坂本昌子
- オトコの子育て（2007年、テレビ朝日） - 井上亮子
- サラリーマン金太郎（テレビ朝日） - 浅野マキ ※永井大版
  - 第1シリーズ（2008年）
  - 第2シリーズ（2010年）
- 秘密諜報員 エリカ 第5話（2011年、読売テレビ） - 藤村実花
- 13歳のハローワーク 第3話（2012年、テレビ朝日） - 鈴木沙織
- 明日の光をつかめ -2013 夏-（2013年、東海テレビ） - 東峰子
- ドラマスペシャル 「事件救命医〜IMATの奇跡〜」（2013年、テレビ朝日） - 澤野真由美
- トクボウ 警察庁特殊防犯課 第4話（2014年、読売テレビ） - 青木理沙
- 匿名探偵 第6話（2014年、テレビ朝日） - 柿沢靖子
- ミステリなふたり 第1話（2015年、名古屋テレビ） - 中谷有里
- 初森ベマーズ（2015年、テレビ東京） - 諸星監督
- 金曜ナイトドラマ（テレビ朝日）
  - サムライせんせい（2015年10月） - 太田垣碧
  - グ・ラ・メ!〜総理の料理番〜（2016年7月） - かな
- オトナの土ドラ / リテイク 時をかける想い第5話（2017年1月7日、東海テレビ） - 柳井紗栄子
- 脳にスマホが埋められた!（2017年7月、日本テレビ、読売テレビ） - 藤木友里
- 越路吹雪物語（2018年、テレビ朝日） ‐ 石橋光子
- 噂の女（2018年、テレビ東京） - 新垣志保
- 星屑リベンジャーズ 第5話（2018年8月28日、名古屋テレビ[注釈 1]） - 佐伯由美子[3]
- 土曜ナイトドラマ / あなたには渡さない（2018年、テレビ朝日） - 伊藤百合枝
- 金曜ドラマ / メゾン・ド・ポリス（2019年、TBS） - 小倉汐里
- アリバイ崩し承ります 第4話（2020年2月22日、テレビ朝日）- 上寺千恵
- 刑事7人 第6シリーズ（2020年9月9日、テレビ朝日） - 村木舞
- 24 JAPAN（2020年、テレビ朝日） - 葵塔子
- 群青領域 第1話（2021年10月15日、NHK） - 佐々木
- ノンレムの窓　第2話（2022年、日本テレビ）「解約ゲーム」
- 「あの界隈を恋愛ドラマにしたら…不覚にもキュンときた#ふかキュン」（2022年、中京テレビ）
- ドラマ24「今夜すき焼きだよ」（2023年）-江口
- BUMP「父の浮気が発覚しました」（2023年）
- テレビ東京「SHUT UP」第6話（2023年）

### WEBドラマ
- 特命係長 只野仁（AbemaTVスペシャル2）（AbemaTV、2017年 - 2018年）岡野美香
- 星屑リベンジャーズ 第5話（2018年8月20日、AbemaTV[注釈 1]） - 佐伯由美子

### 映画
- 千年の恋 ひかる源氏物語 （2001年） - 玉鬘
- 伝説のやくざ〜最後の博徒 （2003年） - 宮崎加奈子
- 築城せよ。（2005年） - 浮田よし江
- ナイスの森 特別編 （2006年） - ジェニー
- 聖地へ! （2011年） - こまる
- JUDGE（2013年） - ウサギ
- チーム・バチスタシリーズ#チーム・バチスタFINAL ケルベロスの肖像（2014年） - 青監院受付
- gift（2014年） - 池端郁代
- BOYS AND MEN〜One For All, All For One（2016年） - 玉木光子
- めがみさま（2017年） - 相田
- 劇場版 山崎一門〜日本統一〜 （2022年） - 看護婦長
- ガールズドライブ（2023年）[4]
- 乱歩の幻影（2024年） - 福島の孫[5][6]

### 舞台
- Vの悲劇 （2002年） 主演
- バンク・バン・レッスン
- 東京森林
- knock
- chime
- 藤沢記念病院
- Numbers 同居人「ロマネコンティ 2006」
- 義経 -YOSHITSUNE- 紫鬼王編 （2008年・2009年） - 月花艶
- 帰路（2011年）
- 美女と魔物のバッティングセンター（2014年） - 貧乏神
- 悪（2015年） - 石上愛香梨（ヒロイン）
- From Chester Copperpot Cornelia（2015年） - リヴィア・シス
- 私のホストちゃんTHE FINAL〜激突！名古屋栄編（2015年） - 蟻塚琴乃
- ポセイドンの牙（2016年） - アムピトリテ
- キスより素敵な手を繋ごう（2017年） - 玲子（ヒロイン）
- 御茶ノ水ロック -THE LIVE STAGE-（2018年） - 片山詩織
- 魔法使いの嫁 老いた竜と猫の国（2020年） - アンジェリカ・バーレイ
- カレイドスコープ‐私を殺した人は無罪のまま‐（2020年） -

### CM
- 引越社 「アリさんマークの引越社」イメージキャラクター
- みずほ銀行 ポスター
- デニーズ ポスター

### その他
- 家族写真（2025年4月7日 - 、TRAIN TV） - 武田綾 役
  - JR東日本の車両サイネージにて放映される「TRAIN TV」での初の"朝の連続ドラマ"[7]。